# Mata Gual
Mata Gual is een bestuurslaag in het regentschap Batang Hari van de provincie Jambi, Indonesië. Mata Gual telt 826 inwoners (volkstelling 2010).